# Rostbröstad bergtyrann
Rostbröstad bergtyrann (Ochthoeca rufipectoralis) är en fågel i familjen tyranner inom ordningen tättingar.

## Utseende och läte
Rostbröstad bergtyrann är en liten tyrann. Den har liksom de flesta bergtyranner ett mycket tydligt ljust ögonbrynsstreck. Denna art har vidare ett tydligt rostrött band på bröstet och ett likafärgat vingband. Könen är lika.

## Utbredning och systematik
Rostbröstad bergtyrann delas in i sju underarter med följande utbredning:
- Ochthoeca rufipectoralis poliogastra – Santa Martabergen (nordöstra Colombia)
- Ochthoeca rufipectoralis rubicundula – Sierra de Perija (gränsen Colombia/Venezuela)
- Ochthoeca rufipectoralis obfuscata – centrala och västra Anderna i Colombia till Peru (nordvästra San Martín)
- Ochthoeca rufipectoralis rufopectus – östra Anderna i Colombia (söder om Bogotá)
- Ochthoeca rufipectoralis centralis – Anderna i Peru (La Libertad, Ancash och Huánuco)
- Ochthoeca rufipectoralis tectricialis – östra Andernas västsluttning i Peru (Pasco till Cusco)
- Ochthoeca rufipectoralis rufipectoralis – Anderna i sydöstra Peru (Cusco och Puno) till västra Bolivia

## Levnadssätt
Rostbröstad bergtyrann hittas i öppet skogslandskap och skogsbryn. Där ses den enstaka eller i par, födosökande på medelhög höjd. Fågeln är relativt vanlig och lätt att få syn på.

## Status och hot
Arten har ett stort utbredningsområde, men tros minska i antal, dock inte tillräckligt kraftigt för att den ska betraktas som hotad. Internationella naturvårdsunionen IUCN listar arten som livskraftig (LC).